# Joker (film, 2012)
Pour les articles homonymes, voir Joker.
Pour plus de détails, voir Fiche technique et Distribution.
Joker est un film indien réalisé par Shirish Kunder, sorti en 2012.

## Synopsis
Un scientifique visite le village de Paglapur et trouve une idée pour communiquer avec les extra-terrestres.

## Fiche technique
- Titre : Joker
- Réalisation : Shirish Kunder
- Scénario : Shirish Kunder
- Musique : G. V. Prakash Kumar et Shirish Kunder
- Photographie : Sudeep Chatterjee
- Montage : Shirish Kunder
- Production : Farah Khan et Shirish Kunder
- Société de production : Hari Om Entertainment Company et Three's Company Production
- Pays :  Inde
- Genre : Comédie, science-fiction
- Durée : 104 minutes
- Dates de sortie : 
  - Inde : 31 août 2012

## Distribution
- Akshay Kumar : Rajkumar / Agastya
- Sonakshi Sinha : Manali
- Shreyas Talpade : Babban
- Alexx O'Nell : Simon
- Pitobash : Kachua

## Accueil
Le film a reçu de mauvaises critiques. Le critique Taran Adarsh lui a donné la note de 1/5 et l'a qualifié de « catastrophe ».